# Церква Ахіропіїтос
40°38′6.01″ пн. ш. 22°56′53.14″ сх. д. / 40.6350028° пн. ш. 22.9480944° сх. д.
Церква Ахіропіїтос, або коротко Ахіропіїтос (грец. [Παναγία] Ἀχειροποίητος) — ранньохристиянська базиліка в місті Салоніки, Греція, віднесена до 5 століття.
1988 року серед інших ранньохристиянських і візантійських пам'яток Салонік включена до переліку об'єктів Світової спадщини в Греції.

## Історія

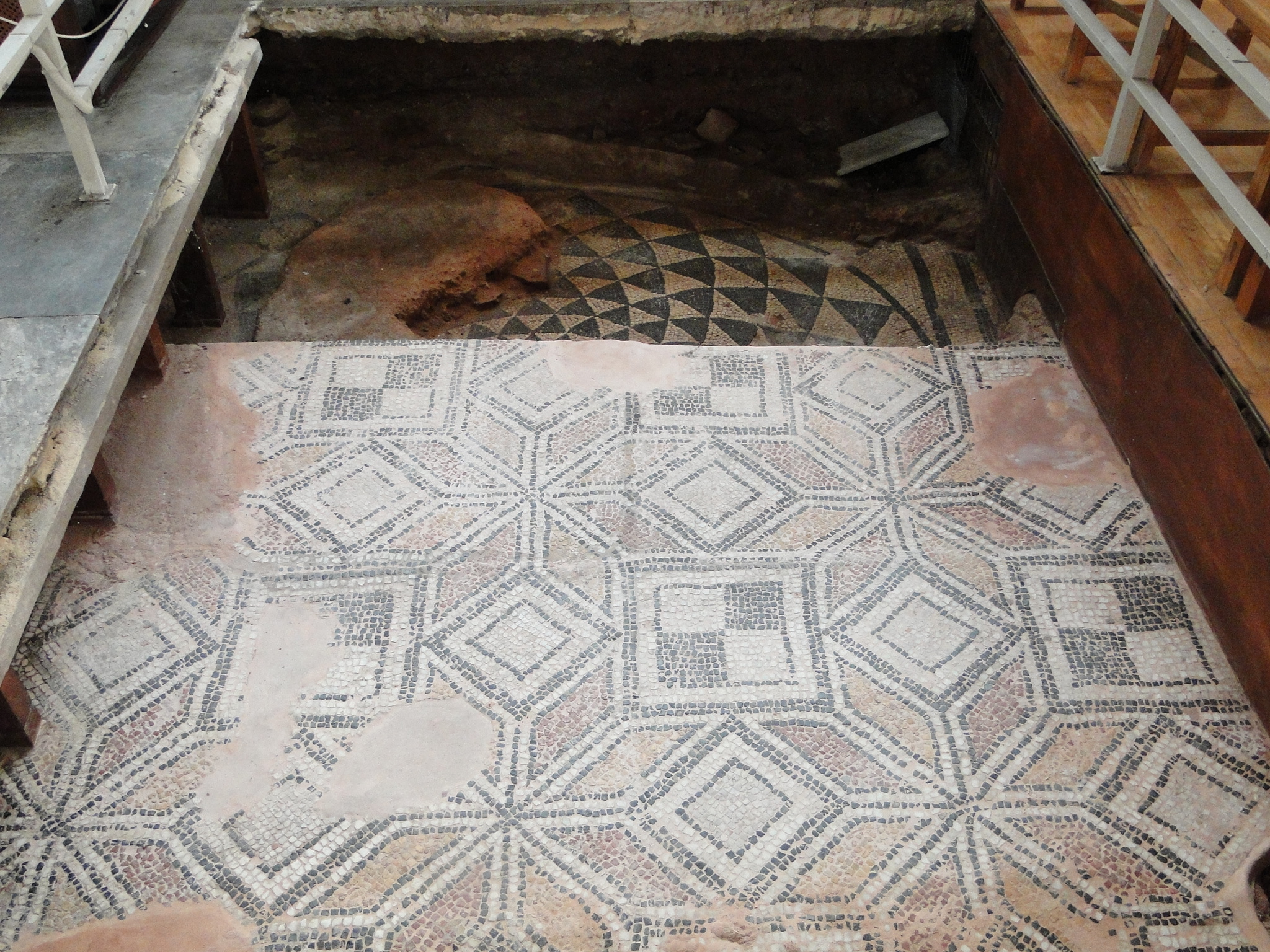
Фрагмент підлоги лазні римської доби

Церква Ахіропіїтос — одна з найдавніших збережених до нашого часу ранньохристиянських базилік. Побудована вона на місці руїн римської споруди, мармурова підлога якого виявлена під східним схилом базиліки. Ймовірно, це був комплекс суспільних лазень, частина якого зайняла церква (східна і північна частини лазень продовжували використовуватися за призначенням після заснування храму).
Згідно з написами, залишеними на цеглаах, використаних під час будівництва базиліки, її спорудження датується 447—448 роками. Це датування також підтверджує мозаїчний напис, виявлений біля південного склепіння — в ній згадується Андреас, який зробив значні пожертви для храму. Цей Андреас ототожнюється зі священиком, який представляв архієпископа Салонік на Халкідонському соборі і від імені якого 13 жовтня 451 року поставив свій підпис на актах Собору.
Базиліка стала першою церквою Салонік, оберненою на мечеть після турецького завоювання. Султан Мурад II після захоплення міста 1430 року наказав створити напис на одній з мармурових колон північного схилу церкви:
| «Султан Мурад захопив місто Салоніки в 833 році». |
Назва «Ахіропі]тос», що в перекладі з грецької буквально означає «Нерукотворний», стала поширеною в 12 столітті. Ймовірно, вона походить від  ікони  Богородиці, що перебувала в церкві і вважалася чудотворною, нерукотворного походження.

## Архітектурні особливості

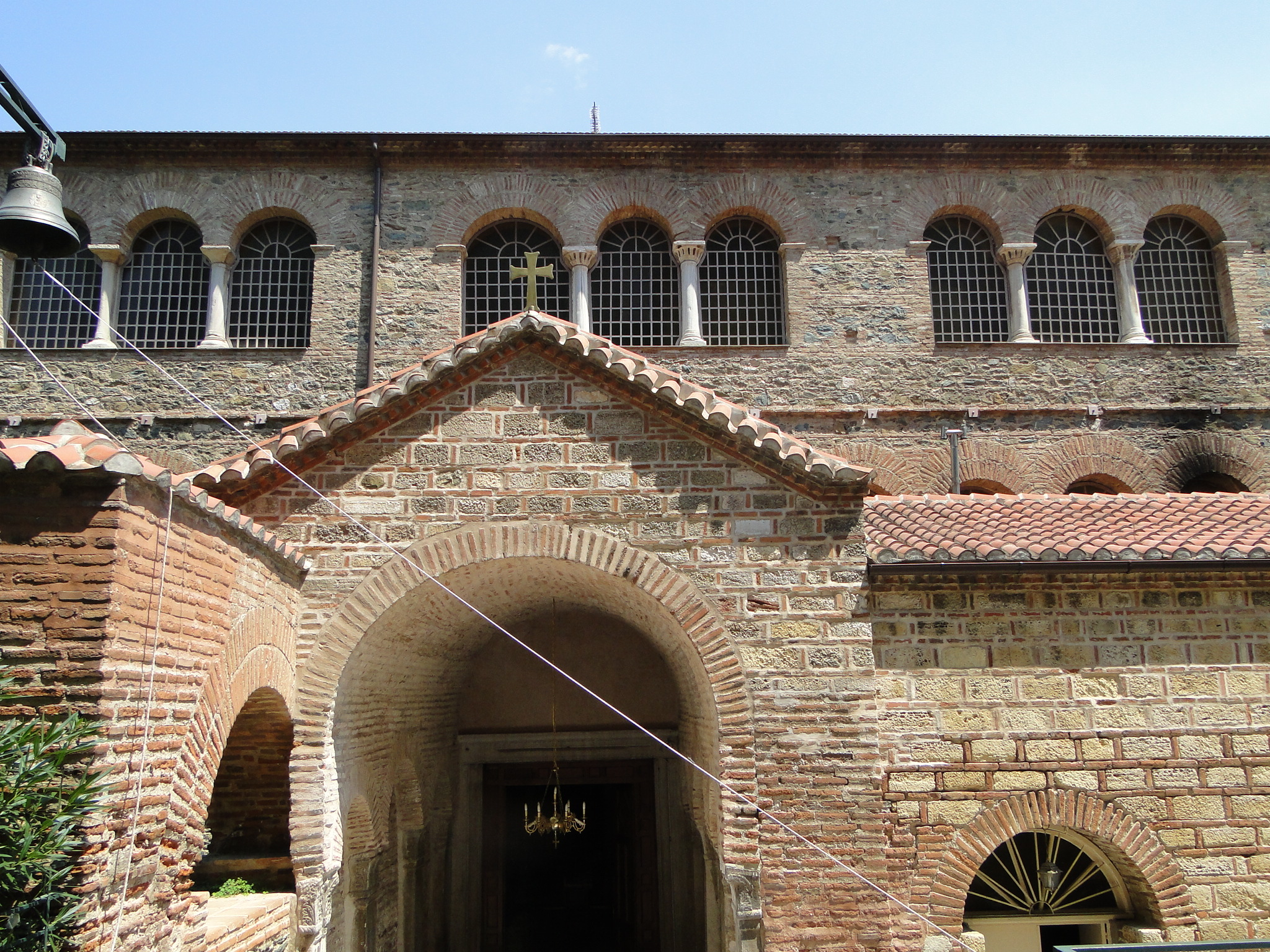
Південний вхід до храму

Базиліка має дерев'яну покрівлю з трьома скатами. Центральний скат, довжиною близько 37 метрів і шириною 15 метрів, зі східного боку закінчується аркою у формі півкулі, яка утворює  вівтарну частину храму. Спочатку церква була оточена двором з колонадою, яка доєднувалась із заходу до зовнішньої нави (збереглися лише сліди зовнішньої нави на західній стіні).
До центру південної стіни прибудований приділ. Аналогічно йому побудований боковий вівтар на східному закінченні північного скату базиліки, який був відреставрований в 20 столітті.

## Внутрішнє оздоблення
Середня частина базиліки огороджена монолітними колонами, що не мають вертикальних жолобків.  Капітелі колон відносяться до коринфского ордеру і мають два ряди листя, схожих на мереживо. Їх створення відносять до періоду правління імператора Феодосія Великого. Імовірно, вони були взяті з давнішої споруди.
На внутрішній частині склепіння і на колонаді збереглися  мозаїчні полотна, на яких на золотому тлі зображені рослинні сюжети і птахи. На південному схилі над колонадою збереглися  фрески початку 13 століття, на яких зображені до пояса або в повний зріст сорок Севастійських мучеників. На фресках помітні сліди руйнувань, завданих їм у період турецького панування.